# John Arden
John Arden (Barnsley, 1930. október 26. – Galway, 2012. március 28.) angol drámaíró, a dühöngő ifjúság irodalmi, színházi, filmes irányzat egyik jeles képviselője.

## Színművei
- The Business of Good Government
- The Happy Haven
- Ars Longa Vita Brevis
- The Royal Pardon
- The Hero Rises Up
- The Island of the Mighty trilogy
- The Ballygombeen Bequest
- The Non-Stop Connolly Show
- Keep the People Moving (BBC Radio)
- Portrait of a Rebel (RTÉ Television)
- The Manchester Enthusiasts (BBC 1984 and RTÉ 1984 under the title The Ralahine Experiment)
- Whose is the Kingdom? (9 part radio play, BBC 1987)
- Élnek mint a disznók (Live Like Pigs), 1958

„Szabad ország volt Anglia,
Így volt, ne is tagadd,
Olyan, ahol ha nincs kaja,
Éhezni is szabad.
De így csak akkor megy tovább,
Ha küzdesz kőkeményen,
Különben elkapnak, fiú,
És gúzsbakötnek szépen.
Hát rabold ki a házukat,
Döntsd le a nőjüket,
Aztán a cellafalra írd
A véleményedet.”
 Élnek, mint a disznók (ford.: Nádasdy Ádám)

## Magyarul
- Drámák; vál. Mesterházi Márton, ford. Bartos Tibor et al., utószó Szántó Judit; Európa, Bp., 1979